# Droit vaticanais
Le droit vaticanais, ou plus précisément le « droit vatican », est le droit créé ou appliqué par l'État de la Cité du Vatican.

## Sources du droit

### Loi constitutionnelle
La loi fondamentale de l’État de la Cité du Vatican, promulguée par le pape Jean-Paul II le 26 novembre 2000, se compose de 20 articles et est la loi constitutionnelle de l'État de la Cité du Vatican. Elle obtint force de loi le 22 février 2001, fête de la Chaire de saint Pierre , et remplaça la loi fondamentale de l’État de la Cité du Vatican promulguée par Pie XI le 7 juin 1929 (Loi n° I). Toutes les normes en vigueur au Vatican qui n'étaient pas conformes à la loi fondamentale furent abrogées. L’original de la loi fondamentale, portant le sceau de l'État de la Cité du Vatican, fut déposée aux archives des lois du Vatican et le texte correspond fut publié dans le supplément de l’Acta Apostolicae Sedis.
Les autres lois constitutionnelles sont la loi sur les sources du droit ; la loi sur les droits de citoyenneté et le séjour ; la loi sur l'organisation administrative ; la loi sur l'économie, le commerce et l'organisation professionnelle et la loi sur la sécurité publique.

### Accords du Latran
Les accords du Latran, dont le premier texte est officiellement titré Traité entre le Saint-Siège et l’Italie, sont signés au palais du Latran le 11 février 1929 entre l'État italien, représenté par Mussolini, et le Saint-Siège, représenté par le cardinal Gasparri, secrétaire d'État du pape Pie XI. Ratifiés le 7 juin 1929, ils mettent fin à la « question romaine », survenue en 1870 après la prise de Rome et son annexion au royaume d'Italie. Ils réduisent la souveraineté temporelle du pape au seul État de la Cité du Vatican. Comme c'est le cas depuis 1848, le catholicisme demeure la religion de l'État en Italie.

### Droit italien
L'article 3 de la loi sur les sources du droit prévoit l'application du droit italien. Bien que ce droit soit secondaire par rapport aux lois adoptées par le souverain pontife et celles présentes dans le Code du droit canon, la plupart des travaux conduits dans les organes judiciaires de l'État de la Cité du Vatican se font en appliquant le droit italien. Toutefois, le droit italien ne peut s'appliquer s'il est contraire au droit canon et pontifical. Ainsi, le 1er janvier 2009, une nouvelle loi fut adoptée, permettant une sélection plus précise des lois italiennes du fait que beaucoup d'entre elles ne sont pas ou plus en accord avec la politique de l’Église,. Le droit pénal vaticanais relève encore du code pénal italien instauré en 1889, le code Zanardelli.

## Droit canonique
Le droit canonique, codifié dans le Codex Iuris Canonici, exprime en termes juridiques les rapports concrets au sein de l'Église catholique. D'après Jean-Paul II, le droit canonique est « l'expression de l'autorité pontificale et par conséquent revêt un caractère primatial » ; il est le « principal document législatif de l’Église ».
Stricto sensu, il n'entre pas dans les sources directes du droit de l'État de la Cité du Vatican, car il concerne l'Église catholique en tant que communauté religieuse. Néanmoins, il a des conséquences sur le droit vatican, par exemple dans la mesure où il détermine les modalités de l'élection du Pontife romain qui est aussi le chef de l'État. Aussi, l'ordre canonique est-il la première source normative de l'ordre juridique vatican.

## Sources

## Compléments